# Kim Chan
Kim Chan, även Kim S. Chan, född 1917 i Guangdong, i Kina, död 5 oktober 2008 i New York, var en kinesisk-amerikansk skådespelare.

## Filmografi (filmer som haft svensk premiär)[2]
- 1982 - King of Comedy - Jonno
- 1983 - På andra sidan Brooklynbron - japansk köpare
- 1985 - Susan, var är du?  - Park Bum
- 1986 - Utan nåd - äldre asiat
- 1991 - Dyrare än guld - Li Ping
- 1997 - Det femte elementet - Thai
- 1997 - Djävulens advokat - kinesen
- 1997 - Kundun - kinesisk general
- 1998 - Dödligt vapen 4 - onkel Benny
- 2003 - Shanghai Knights - Chon Wangs far